# Камбернолд
Камберно́лд (англ. Cumbernauld, шотл. гел. Comar nan Allt) — місто в центрі Шотландії, в області Північний Ланаркшир.
Населення міста становить 50 670 осіб (2006).